# 新欧洲驾驶循环
新欧洲驾驶循环（New European Driving Cycle，NEDC）是一種汽车运行工况，1997年時有過更新，它旨在评估汽车发动机的排放水平（例如污染物排放量）和乘用车（不包括轻型卡车和商用车）的燃油经济性。